# Autosport
Autosport är en brittisk veckotidning som skriver om motorsport. Den publiceras varje torsdag från Haymarket Consumer Media. Tidskriften täcker all motorsport av global betydelse, förutom lokala brittiska händelser och historisk racing. De främsta klasserna det skrivs om är Formel 1, MotoGP, World Touring Car Championship och World Endurance Championship
Förutom tidskriftsförlag driver de en webbplats, autosport.com, som skriver om samma saker. År 2005 bytte webbplatsen namn till Autosport-Atlas, men gick tillbaka till autosport.com i januari 2006.